# 이누카이 다케루
이누카이 다케루(犬養健, 1896년 7월 28일 - 1960년 8월 28일)는 일본의 정치인, 소설가이다. 정3위 훈1등. 총리대신을 지낸 이누카이 쓰요시의 3남이다. 제2·3대 일본의 법무대신.
도쿄제국대학 중퇴 후 작가로 활동하며 1923년 첫 작품집을 간행하였다. 이후 정계에 입문하여 1930년 입헌정우회 공인으로 중의원 의원에 처음 당선되었다. 1941년 조르게 사건에 연루된 의혹으로 기소되었으나 무죄로 판결되었다.
1952년부터 요시다 시게루 내각에서 법무대신을 지내었다. 1954년 사토 에이사쿠의 비리 의혹이 파문을 일으키는 와중에 요시다의 종용으로 지휘권을 발동하여 이에 개입하려다가 야당과 여론의 큰 반발에 부딪혀 즉시 사임하고 곧 요시다 내각이 총사퇴하는 결과를 낳았다.

## 같이 보기
- 안도 모모카, 안도 사쿠라 - 서녀 카즈와 배우 오쿠다 에이지의 딸들